# Shelley Moore Capito
Shelley Wellons Moore Capito (Glen Dale (Virginia Occidental), 26 de noviembre de 1953) es una política estadounidense afiliada al Partido Republicano. Actualmente representada a Virginia Occidental en el Senado de ese país. Es la primera mujer senadora de ese estado.